# Таксиста (Врућ ветар)
Таксиста је друга епизода телевизијске серије „Врућ ветар“, снимљене у продукцији Телевизије Београд. Премијерно је приказана у Социјалистичкој Федеративној Републици Југославији 6. јануара 1980. године на Првом програму Телевизије Београд.

## Синопсис
У потрази за послом, којим може лако да заради пуно пара, Шурда на предлог Боба постаје таксиста. Од пара добијених продајом бербернице, купује један стари Шевролет и започиње посао, али има проблем са муштеријама, јер углавном вози оне који слабо плаћају, а убрзо долази у сукоб и са такси удружењем, јер није поштовао сва њихова правила. Кобна вожња води га на фудбалску утакмицу, где му руља демолира ауто, након чега одустаје и од овог занимања. У својој последњој вожњи одвози Боба на аеродром, а овај му обећава да ће му се једног дана, када оствари своје амбиције у иностранству, одужити.

### Детаљан опис
Шурдини родитељи отац Соћа (Живојин Миленковић) и мајка (Љубица Ковић) пију јутарњу кафу у дворишту куће, када наилази поштар и доноси писмо из Београда. Соћа одмах мисли да је писмо од Шурде (Љубиша Самарџић) и почиње да негодује, мислећи да ће му поново тражити новац. Мајка почиње да чита писмо и саопштава му да је писмо од Фирге (Миодраг Петровић Чкаља) и да га позива да дође у Београд.
Соћа долази код Фирге, али Шурда још увек спава. Док Фирга кува кафу госту, баба (Радмила Савићевић) се жали Соћи на скупоћу на пијаци. Соћа почиње да кука због свог живота и буди Шурду. Шурда невољно устаје и одлази у купатило, а за то време Фирга саопштава Соћи да мисли да је Шурда продао берберску радњу. 
Боб (Бора Тодоровић) одлази у банку да провери стање свог рачуна и негодује јер нема уплате. Тамо затиче Шурду који подиже новац од продаје бербернице. Потом одлазе у ресторан, где ручају. Боб наручује неколико скупих јела, док Шурда узима сендвич и опомиње га да нема намеру да плаћа његова јела и да свако мора да плати свој рачун. Боб му објашњава да када се налази у кризи има потребу за луксузом и добром храном, како не бих пао у деморализацију. Конобар долази да наплати и Шурда поново опомиње Боба да нема намеру да плаћа рачун. Боб даје конобару картицу и објашњава Шурди да је то чланска картица Дајнерс клуба и да ће тај рачун платити клуб из Њујорка. Шурда потом Бобу објашњава да су му паре потребне за покретање бизниса и прича како бих волео да изгледа његово ново радно место. Боб му обећава да ће му он помоћи у избору новог посла.
Шурда и Боб одлазе на аутопијацу и гледају аутомобиле. Боб објашњава Шурди да мора да узме само велика кола, како бих њима могао да вози угледну клијентелу. Одлучују се за један Шевролет и одлазе код мајстора Колета (Божидар Стошић) како бих прегледали кола. Док мајстор и Шурда гледају кола, Боб се погађа са власником (Љубиша Бачић) и на крају купују кола. 
Код куће Фирга гледа фудбалску утакмицу, док Соћа напада Шурду да је продао берберску радњу. Шурда му потом саопштава да је продао радњу и показује му где је утрошио новац и саопштава да је купио кола. Соћа почиње да кука и да се жали, прекоревајући Шурду због његовог односа према раду.
На такси станици Шурди прилази жена са псом, која жели да се вози, али је он одбија због пса. Потом долази нова муштерија, коју одвози на жељену локацију. Када стигну муштерија тражи од Шурде да му напише рачун и за то време излази из кола. Када Шурда уочи да је муштерија побегла излази из кола и виче. Нова муштерија (Љубомир Ћипранић) је ушла у кола и Шурда је одвози, док успут псује и гради претходну муштерију. Муштерија наређује да стане и представља се као саобраћајни инспектор и саопштава му примедбе на рад и упознаје га са притужбама, које су имале раније муштерије. 
Шурда је код аутомеханичара (Божидар Стошић), који му прегледа кола и саопштава му шта све мора да замени на колима. Боб долази и пита Шурду да му да део новца, као награду што му је предложио да буде таксиста. Шурда се љути на Боба што му је уопште и предложио да ради овај посао. Док они причају, мајстор стално проналази нове кварове на колима. 
Док вози нову муштерију (Милан Срдоч), која се раније бавила таксирањем, Шурда добија неколико корисних савета и препоруку да што пре напусти овај посао.  У такси улазе нове муштерије – три мушкарца и наређују му да прати бели комби.

## Улоге
Списак глумаца и ликова који се појављују у епизоди „Таксиста“:
| Глумац                    | Улога                                          |
| ------------------------- | ---------------------------------------------- |
| Љубиша Самарџић           | Боривоје Шурдиловић Шурда                      |
| Миодраг Петровић-Чкаља    | Благоје Поповић Фирга                          |
| Бора Тодоровић            | Слободан Михајловић Боб                        |
| Жика Миленковић           | Соћа, Шурдин отац                              |
| Радмила Савићевић         | Шурдина баба                                   |
| Радисав Радојковић        | командир милиције                              |
| Боро Стјепановић          | помоћни судија                                 |
| Цане Фирауновић           | конобар                                        |
| Љуба Тадић                | човек на аеродрому                             |
| Божидар Стошић            | аутомеханичар Коле                             |
| Дуња Чинче                | жена са пудлицом                               |
| Милан Срдоч               | муштерија у таксију                            |
| Данијел Обрадовић         | човек који није платио вожњу                   |
| Љубомир Ћипранић          | саобраћајни инспектор                          |
| Љубица Ковић              | Шурдина мајка                                  |
| Љубиша Бачић              | продавац на аутопијаци                         |
| Радисав Димитријевић      |                                                |
| Жижа Стојановић           | службеница банке                               |
| Иван Бекјарев             | голман                                         |
| Драгољуб Петровић         | Човек који оставља напојницу за вожњу таксијем |
| Бранислав Цига Миленковић | навијач са штапом                              |
| Душан Тадић               | дежурни Величковић                             |
| Драган Лаковић            | директор фудбалског клуба                      |
| Ђорђе Јовановић           | секретар фудбалског клуба                      |
| Зоран Миљковић            | Роки                                           |
| Душан Вујновић            | милиционер                                     |
| Вељко Маринковић          | главни судија                                  |
| Дарко Ђуретић             |                                                |
| Драгица Новаковић         | службеница у банци                             |
| Миле Маринковић           |                                                |
| Сава Анђелковић           |                                                |